# Klasa okręgowa (grupa krośnieńska)
Klasa okręgowa (grupa krośnieńska) – jedna z pięciu na terenie województwa podkarpackiego klas okręgowych, które od sezonu 2008/2009 są rozrywkami szóstego poziomu ligowego piłki nożnej mężczyzn w Polsce, stanowiące pośredni szczebel rozrywkowy między IV ligą a klasą A.
Zmagania w jej ramach toczą się cyklicznie systemem kołowym. Zwycięzcy grupy uzyskują awans do IV ligi polskiej grupy podkarpackiej, zaś najsłabsze zespoły relegowane są do poszczególnych grup klasy A (Krosno I, Krosno II, Krosno III).
Organizatorem rozgrywek jest Krośnieński Okręg Piłki Nożnej (OZPN).
Od 1 lipca 2022 roku na podstawie decyzji Podkarpackiego Związku Piłki Nożnej, w sprawie ujednolicenia struktur dotychczasowe okręgi w Krośnie i Jarosławiu zostały przekształcone na podokręgi.
Zespoły piłkarskie pochodzą z powiatów: krośnieńskiego, jasielskiego, sanockiego, brzozowskiego, leskiego, bieszczadzkiego oraz miasta Krosno. Wcześniej była ona przeznaczona dla zespołów z województwa krośnieńskiego.

## Mistrzowie ligi
| Sezon     | Mistrz                    | Wicemistrz                   | 3. miejsce                | Źródło |
| --------- | ------------------------- | ---------------------------- | ------------------------- | ------ |
| 2024/2025 | Partyzant Targowiska      | LKS Czeluśnica               | Tempo Nienaszów           | [ 3 ]  |
| 2023/2024 | Czarni 1910 Jasło         | LKS Czeluśnica               | Start Rymanów             | [ 4 ]  |
| 2022/2023 | Ekoball Stal Sanok        | Start Rymanów                | Bieszczady Ustrzyki Dolne | [ 5 ]  |
| 2021/2022 | Cosmos Nowotaniec         | Start Rymanów                | Czarni 1909 Jasło         | [ 6 ]  |
| 2020/2021 | Bieszczady Ustrzyki Dolne | Cosmos Nowotaniec            | Tempo Nienaszów           | [ 7 ]  |
| 2019/2020 | Czarni 1910 Jasło         | Bieszczady Ustrzyki Dolne    | Start Rymanów             | [ 8 ]  |
| 2018/2019 | Partyzant Targowiska      | Markiewicza Krosno           | Czarni 1910 Jasło         | [ 9 ]  |
| 2017/2018 | Przełom Besko             | Partyzant Targowiska         | Kotwica Korczyna          | [ 10 ] |
| 2016/2017 | Ekoball Stal Sanok        | Przełom Besko                | Partyzant Targowiska      | [ 11 ] |
| 2015/2016 | Czarni 1910 Jasło         | Przełęcz Dukla               | LKS Skołyszyn             | [ 12 ] |
| 2014/2015 | LKS Pisarowce             | Iwonka Iwonicz               | Przełęcz Dukla            | [ 13 ] |
| 2013/2014 | Przełom Besko             | Partyzant Targowiska         | Iwonka Iwonicz            | [ 14 ] |
| 2012/2013 | LKS Pisarowce             | Iwonka Iwonicz               | Partyzant Targowiska      | [ 15 ] |
| 2011/2012 | Przełęcz Dukla            | Nafta Jedlicze               | Iwonka Iwonicz            | [ 16 ] |
| 2010/2011 | Cosmos Nowotaniec         | GKS Krościenko Wyżne/Pustyny | Górnik Strachocina        | [ 17 ] |
| 2009/2010 | Rafineria/Czarni Jasło    | GKS Krościenko Wyżne/Pustyny | Przełom Besko             | [ 18 ] |
| 2008/2009 | Partyzant Targowiska      | Orzeł Pustyny                | Bieszczady Ustrzyki Dolne | [ 19 ] |
| 2007/2008 | Rafineria/Czarni Jasło    | Cosmos Nowotaniec            | Leśnik Baligród           | [ 20 ] |
| 2006/2007 | Krośnianka-Karpaty Krosno | Rafineria/Czarni Jasło       | Bieszczady Ustrzyki Dolne | [ 21 ] |
| 2005/2006 | Galicja Cisna             | Krośnianka-Karpaty Krosno    | Bieszczady Ustrzyki Dolne | [ 22 ] |
| 2004/2005 | Nafta Jedlicze            | Zgoda Zarszyn                | Szarotka Nowosielce       | [ 23 ] |
| 2003/2004 | Sanovia Lesko             | Rafineria/Czarni II Jasło    | Zamczysko Odrzykoń        | [ 24 ] |
| 2002/2003 | Krośnianka Krosno         | Zamczysko Odrzykoń           | Piast Miejsce Piastowe    | [ 25 ] |
| 2001/2002 | Galicja Cisna             | Krośnianka Krosno            | Górnik Strachocina        | [ 26 ] |

## Sezon 2025/2026
W tym sezonie według terminarza grają: Zgoda Zarszyn, Karpaty Klimkówka, Bieszczady Ustrzyki Dolne, Nafta Jedlicze, Strzelec Frysztak, Górnik Strachocina, Partyzant Targowiska, Przełom Besko, Przełęcz Dukla, Start Rymanów, Wiki Sanok, Zamczysko Mrukowa, Grabowianka Grabówka, Zorza Łęki Dukielskie, Zamczysko Odrzykoń, Tempo Nienaszów.

## Sezon 2024/2025
| Klasa okręgowa (grupa krośnieńska) – sezon 2024/2025 | Klasa okręgowa (grupa krośnieńska) – sezon 2024/2025 | Klasa okręgowa (grupa krośnieńska) – sezon 2024/2025 | Klasa okręgowa (grupa krośnieńska) – sezon 2024/2025 | Klasa okręgowa (grupa krośnieńska) – sezon 2024/2025 | Klasa okręgowa (grupa krośnieńska) – sezon 2024/2025 | Klasa okręgowa (grupa krośnieńska) – sezon 2024/2025 | Klasa okręgowa (grupa krośnieńska) – sezon 2024/2025 | Klasa okręgowa (grupa krośnieńska) – sezon 2024/2025 |
| Poz.                                                 | Klub                                                 | M                                                    | Pkt                                                  | Mecze                                                | Mecze                                                | Mecze                                                | Bramki                                               | Bramki                                               |
| Poz.                                                 | Klub                                                 | M                                                    | Pkt                                                  | zwy.                                                 | rem.                                                 | por.                                                 | zdob.                                                | stra.                                                |
| ---------------------------------------------------- | ---------------------------------------------------- | ---------------------------------------------------- | ---------------------------------------------------- | ---------------------------------------------------- | ---------------------------------------------------- | ---------------------------------------------------- | ---------------------------------------------------- | ---------------------------------------------------- |
| 1                                                    | Partyzant Targowiska                                 | 30                                                   | 72                                                   | 23                                                   | 3                                                    | 4                                                    | 87                                                   | 34                                                   |
| 2                                                    | LKS Czeluśnica                                       | 30                                                   | 70                                                   | 23                                                   | 1                                                    | 6                                                    | 92                                                   | 34                                                   |
| 3                                                    | Tempo Nienaszów                                      | 30                                                   | 66                                                   | 21                                                   | 3                                                    | 6                                                    | 94                                                   | 33                                                   |
| 4                                                    | Przełęcz Dukla                                       | 30                                                   | 57                                                   | 17                                                   | 6                                                    | 7                                                    | 70                                                   | 40                                                   |
| 5                                                    | Cosmos II Nowotaniec                                 | 30                                                   | 56                                                   | 17                                                   | 5                                                    | 8                                                    | 85                                                   | 55                                                   |
| 6                                                    | Przełom Besko                                        | 30                                                   | 54                                                   | 15                                                   | 9                                                    | 6                                                    | 65                                                   | 39                                                   |
| 7                                                    | Zamczysko Mrukowa                                    | 30                                                   | 46                                                   | 14                                                   | 4                                                    | 12                                                   | 51                                                   | 40                                                   |
| 8                                                    | Nafta Jedlicze                                       | 30                                                   | 46                                                   | 14                                                   | 3                                                    | 14                                                   | 79                                                   | 53                                                   |
| 9                                                    | Zamczysko Odrzykoń                                   | 30                                                   | 45                                                   | 13                                                   | 6                                                    | 11                                                   | 55                                                   | 41                                                   |
| 10                                                   | Bieszczady Ustrzyki Dolne                            | 30                                                   | 40                                                   | 13                                                   | 1                                                    | 16                                                   | 69                                                   | 64                                                   |
| 11                                                   | Start Rymanów                                        | 30                                                   | 39                                                   | 12                                                   | 3                                                    | 15                                                   | 67                                                   | 70                                                   |
| 12                                                   | Wiki Sanok                                           | 30                                                   | 34                                                   | 9                                                    | 7                                                    | 14                                                   | 48                                                   | 69                                                   |
| 13                                                   | Zorza Łęki Dukielskie                                | 30                                                   | 28                                                   | 9                                                    | 1                                                    | 20                                                   | 35                                                   | 69                                                   |
| 14                                                   | Grabowianka Grabówka                                 | 30                                                   | 17                                                   | 5                                                    | 2                                                    | 23                                                   | 39                                                   | 112                                                  |
| 15                                                   | Górnik Grabownica Starzeńska                         | 30                                                   | 14                                                   | 4                                                    | 2                                                    | 24                                                   | 21                                                   | 106                                                  |
| 16                                                   | LKS Głowienka                                        | 30                                                   | 9                                                    | 3                                                    | 0                                                    | 27                                                   | 23                                                   | 121                                                  |
| Legenda:                                             |                                                      |                                                      |                                                      |                                                      |                                                      |                                                      |                                                      |                                                      |
| awans                                                |                                                      |                                                      |                                                      |                                                      |                                                      |                                                      |                                                      |                                                      |
| spadek                                               |                                                      |                                                      |                                                      |                                                      |                                                      |                                                      |                                                      |                                                      |

Uwaga: Partyzant Targowiska zrezygnował z awansu do IV ligi, dlatego awansował wicenistrz LKS Czeluśnica.

## Sezon 2023/2024
| Klasa okręgowa (grupa krośnieńska) – sezon 2023/2024             | Klasa okręgowa (grupa krośnieńska) – sezon 2023/2024 | Klasa okręgowa (grupa krośnieńska) – sezon 2023/2024 | Klasa okręgowa (grupa krośnieńska) – sezon 2023/2024 | Klasa okręgowa (grupa krośnieńska) – sezon 2023/2024 | Klasa okręgowa (grupa krośnieńska) – sezon 2023/2024 | Klasa okręgowa (grupa krośnieńska) – sezon 2023/2024 | Klasa okręgowa (grupa krośnieńska) – sezon 2023/2024 | Klasa okręgowa (grupa krośnieńska) – sezon 2023/2024 |
| Poz.                                                             | Klub                                                 | M                                                    | Pkt                                                  | Mecze                                                | Mecze                                                | Mecze                                                | Bramki                                               | Bramki                                               |
| Poz.                                                             | Klub                                                 | M                                                    | Pkt                                                  | zwy.                                                 | rem.                                                 | por.                                                 | zdob.                                                | stra.                                                |
| ---------------------------------------------------------------- | ---------------------------------------------------- | ---------------------------------------------------- | ---------------------------------------------------- | ---------------------------------------------------- | ---------------------------------------------------- | ---------------------------------------------------- | ---------------------------------------------------- | ---------------------------------------------------- |
| 1                                                                | Czarni 1910 Jasło                                    | 28                                                   | 76                                                   | 25                                                   | 1                                                    | 2                                                    | 74                                                   | 21                                                   |
| 2                                                                | LKS Czeluśnica                                       | 28                                                   | 61                                                   | 19                                                   | 4                                                    | 5                                                    | 82                                                   | 31                                                   |
| 3                                                                | Start Rymanów                                        | 28                                                   | 61                                                   | 19                                                   | 4                                                    | 5                                                    | 89                                                   | 48                                                   |
| 4                                                                | Tempo Nienaszów                                      | 28                                                   | 56                                                   | 16                                                   | 8                                                    | 4                                                    | 74                                                   | 43                                                   |
| 5                                                                | Partyzant Targowiska                                 | 28                                                   | 48                                                   | 15                                                   | 3                                                    | 10                                                   | 78                                                   | 42                                                   |
| 6                                                                | Wiki Sanok                                           | 28                                                   | 47                                                   | 13                                                   | 8                                                    | 7                                                    | 49                                                   | 33                                                   |
| 7                                                                | Przełom Besko                                        | 28                                                   | 46                                                   | 14                                                   | 4                                                    | 10                                                   | 52                                                   | 49                                                   |
| 8                                                                | Zamczysko Mrukowa                                    | 28                                                   | 42                                                   | 12                                                   | 6                                                    | 10                                                   | 39                                                   | 41                                                   |
| 9                                                                | Przełęcz Dukla                                       | 28                                                   | 42                                                   | 13                                                   | 3                                                    | 12                                                   | 59                                                   | 50                                                   |
| 10                                                               | Nafta Jedlicze                                       | 28                                                   | 32                                                   | 9                                                    | 5                                                    | 14                                                   | 50                                                   | 47                                                   |
| 11                                                               | Bieszczady Ustrzyki Dolne                            | 28                                                   | 25                                                   | 7                                                    | 4                                                    | 17                                                   | 39                                                   | 57                                                   |
| 12                                                               | Zamczysko Odrzykoń                                   | 28                                                   | 24                                                   | 6                                                    | 6                                                    | 16                                                   | 26                                                   | 53                                                   |
| 13                                                               | Górnik Grabownica Starzeńska                         | 28                                                   | 15                                                   | 4                                                    | 3                                                    | 21                                                   | 31                                                   | 102                                                  |
| 14                                                               | Ostoja Kołaczyce                                     | 28                                                   | 14                                                   | 3                                                    | 5                                                    | 20                                                   | 29                                                   | 82                                                   |
| 15                                                               | LKS Skolyszyn                                        | 28                                                   | 6                                                    | 0                                                    | 6                                                    | 22                                                   | 24                                                   | 96                                                   |
| Uwaga: Markiewicza Krosno wycofało się z rozgrywek po 4. kolejce |                                                      |                                                      |                                                      |                                                      |                                                      |                                                      |                                                      |                                                      |
| Legenda:                                                         |                                                      |                                                      |                                                      |                                                      |                                                      |                                                      |                                                      |                                                      |
| awans                                                            |                                                      |                                                      |                                                      |                                                      |                                                      |                                                      |                                                      |                                                      |
| spadek                                                           |                                                      |                                                      |                                                      |                                                      |                                                      |                                                      |                                                      |                                                      |

## Sezon 2022/2023
| Klasa okręgowa (grupa krośnieńska) – sezon 2022/2023 | Klasa okręgowa (grupa krośnieńska) – sezon 2022/2023 | Klasa okręgowa (grupa krośnieńska) – sezon 2022/2023 | Klasa okręgowa (grupa krośnieńska) – sezon 2022/2023 | Klasa okręgowa (grupa krośnieńska) – sezon 2022/2023 | Klasa okręgowa (grupa krośnieńska) – sezon 2022/2023 | Klasa okręgowa (grupa krośnieńska) – sezon 2022/2023 | Klasa okręgowa (grupa krośnieńska) – sezon 2022/2023 | Klasa okręgowa (grupa krośnieńska) – sezon 2022/2023 |
| Poz.                                                 | Klub                                                 | M                                                    | Pkt                                                  | Mecze                                                | Mecze                                                | Mecze                                                | Bramki                                               | Bramki                                               |
| Poz.                                                 | Klub                                                 | M                                                    | Pkt                                                  | zwy.                                                 | rem.                                                 | por.                                                 | zdob.                                                | stra.                                                |
| ---------------------------------------------------- | ---------------------------------------------------- | ---------------------------------------------------- | ---------------------------------------------------- | ---------------------------------------------------- | ---------------------------------------------------- | ---------------------------------------------------- | ---------------------------------------------------- | ---------------------------------------------------- |
| 1                                                    | Ekoball Stal Sanok                                   | 30                                                   | 86                                                   | 28                                                   | 2                                                    | 0                                                    | 62                                                   | 5                                                    |
| 2                                                    | Start Rymanów                                        | 30                                                   | 79                                                   | 26                                                   | 1                                                    | 3                                                    | 134                                                  | 31                                                   |
| 3                                                    | Bieszczady Ustrzyki Dolne                            | 30                                                   | 58                                                   | 18                                                   | 4                                                    | 8                                                    | 64                                                   | 28                                                   |
| 4                                                    | LKS Czeluśnica                                       | 30                                                   | 57                                                   | 18                                                   | 3                                                    | 9                                                    | 72                                                   | 38                                                   |
| 5                                                    | Partyzant Targowiska                                 | 30                                                   | 47                                                   | 13                                                   | 8                                                    | 9                                                    | 51                                                   | 47                                                   |
| 6                                                    | Czarni 1910 Jasło                                    | 30                                                   | 44                                                   | 12                                                   | 8                                                    | 10                                                   | 53                                                   | 46                                                   |
| 7                                                    | Zamczysko Mrukowa                                    | 30                                                   | 39                                                   | 11                                                   | 6                                                    | 13                                                   | 42                                                   | 58                                                   |
| 8                                                    | Przełom Besko                                        | 30                                                   | 39                                                   | 11                                                   | 6                                                    | 13                                                   | 43                                                   | 57                                                   |
| 9                                                    | Przełęcz Dukla                                       | 30                                                   | 35                                                   | 10                                                   | 5                                                    | 15                                                   | 56                                                   | 58                                                   |
| 10                                                   | Tempo Nienaszów                                      | 30                                                   | 33                                                   | 8                                                    | 9                                                    | 13                                                   | 42                                                   | 64                                                   |
| 11                                                   | Nafta Jedlicze                                       | 30                                                   | 32                                                   | 9                                                    | 5                                                    | 16                                                   | 36                                                   | 66                                                   |
| 12                                                   | Markiewicza Krosno                                   | 30                                                   | 30                                                   | 7                                                    | 9                                                    | 14                                                   | 41                                                   | 75                                                   |
| 13                                                   | Zamczysko Odrzykoń                                   | 30                                                   | 28                                                   | 8                                                    | 4                                                    | 18                                                   | 31                                                   | 61                                                   |
| 14                                                   | LKS Górki                                            | 30                                                   | 27                                                   | 8                                                    | 3                                                    | 19                                                   | 40                                                   | 74                                                   |
| 15                                                   | Cisy Jabłonica Polska                                | 30                                                   | 24                                                   | 6                                                    | 6                                                    | 18                                                   | 39                                                   | 78                                                   |
| 16                                                   | Bukowianka Bukowsko                                  | 30                                                   | 22                                                   | 7                                                    | 1                                                    | 22                                                   | 27                                                   | 86                                                   |
| Legenda:                                             |                                                      |                                                      |                                                      |                                                      |                                                      |                                                      |                                                      |                                                      |
| awans                                                |                                                      |                                                      |                                                      |                                                      |                                                      |                                                      |                                                      |                                                      |
| spadek                                               |                                                      |                                                      |                                                      |                                                      |                                                      |                                                      |                                                      |                                                      |

## Sezon 2021/2022
| Klasa okręgowa (grupa krośnieńska) – sezon 2021/2022 | Klasa okręgowa (grupa krośnieńska) – sezon 2021/2022 | Klasa okręgowa (grupa krośnieńska) – sezon 2021/2022 | Klasa okręgowa (grupa krośnieńska) – sezon 2021/2022 | Klasa okręgowa (grupa krośnieńska) – sezon 2021/2022 | Klasa okręgowa (grupa krośnieńska) – sezon 2021/2022 | Klasa okręgowa (grupa krośnieńska) – sezon 2021/2022 | Klasa okręgowa (grupa krośnieńska) – sezon 2021/2022 | Klasa okręgowa (grupa krośnieńska) – sezon 2021/2022 |
| Poz.                                                 | Klub                                                 | M                                                    | Pkt                                                  | Mecze                                                | Mecze                                                | Mecze                                                | Bramki                                               | Bramki                                               |
| Poz.                                                 | Klub                                                 | M                                                    | Pkt                                                  | zwy.                                                 | rem.                                                 | por.                                                 | zdob.                                                | stra.                                                |
| ---------------------------------------------------- | ---------------------------------------------------- | ---------------------------------------------------- | ---------------------------------------------------- | ---------------------------------------------------- | ---------------------------------------------------- | ---------------------------------------------------- | ---------------------------------------------------- | ---------------------------------------------------- |
| 1                                                    | Cosmos Nowotaniec                                    | 32                                                   | 77                                                   | 25                                                   | 2                                                    | 5                                                    | 107                                                  | 30                                                   |
| 2                                                    | Start Rymanów                                        | 32                                                   | 74                                                   | 24                                                   | 2                                                    | 6                                                    | 103                                                  | 37                                                   |
| 3                                                    | Czarni 1910 Jasło                                    | 32                                                   | 72                                                   | 23                                                   | 3                                                    | 6                                                    | 117                                                  | 47                                                   |
| 4                                                    | Zamczysko Odrzykoń                                   | 32                                                   | 55                                                   | 17                                                   | 4                                                    | 11                                                   | 64                                                   | 40                                                   |
| 5                                                    | Przełom Besko                                        | 32                                                   | 55                                                   | 17                                                   | 4                                                    | 11                                                   | 78                                                   | 60                                                   |
| 6                                                    | Nafta Jedlicze                                       | 32                                                   | 54                                                   | 16                                                   | 6                                                    | 10                                                   | 49                                                   | 38                                                   |
| 7                                                    | Partyzant Targowiska                                 | 32                                                   | 52                                                   | 16                                                   | 4                                                    | 12                                                   | 56                                                   | 35                                                   |
| 8                                                    | Tempo Nienaszów                                      | 32                                                   | 52                                                   | 15                                                   | 7                                                    | 10                                                   | 63                                                   | 46                                                   |
| 9                                                    | Markiewicza Krosno                                   | 32                                                   | 48                                                   | 13                                                   | 9                                                    | 10                                                   | 44                                                   | 47                                                   |
| 10                                                   | Przełęcz Dukla                                       | 32                                                   | 46                                                   | 14                                                   | 4                                                    | 14                                                   | 71                                                   | 55                                                   |
| 11                                                   | Zamczysko Mrukowa                                    | 32                                                   | 46                                                   | 14                                                   | 4                                                    | 14                                                   | 48                                                   | 49                                                   |
| 12                                                   | Cisy Jabłonica Polska                                | 32                                                   | 46                                                   | 14                                                   | 4                                                    | 14                                                   | 63                                                   | 88                                                   |
| 13                                                   | Wiki Sanok                                           | 32                                                   | 43                                                   | 13                                                   | 4                                                    | 15                                                   | 61                                                   | 69                                                   |
| 14                                                   | Grabowianka Grabówka                                 | 32                                                   | 22                                                   | 6                                                    | 4                                                    | 22                                                   | 40                                                   | 90                                                   |
| 15                                                   | Ostoja Kołaczyce                                     | 32                                                   | 18                                                   | 5                                                    | 3                                                    | 24                                                   | 36                                                   | 72                                                   |
| 16                                                   | Beskid Posada Górna                                  | 32                                                   | 15                                                   | 4                                                    | 3                                                    | 25                                                   | 31                                                   | 118                                                  |
| 17                                                   | Szarotka Uherce                                      | 32                                                   | 6                                                    | 1                                                    | 3                                                    | 28                                                   | 22                                                   | 132                                                  |
| Legenda:                                             |                                                      |                                                      |                                                      |                                                      |                                                      |                                                      |                                                      |                                                      |
| awans                                                |                                                      |                                                      |                                                      |                                                      |                                                      |                                                      |                                                      |                                                      |
| spadek                                               |                                                      |                                                      |                                                      |                                                      |                                                      |                                                      |                                                      |                                                      |